# Distretto di Yi-ngo
Il distretto di Yi-ngo (in thailandese: ยี่งอ) è un distretto (amphoe) della Thailandia, situato nella provincia di Narathiwat.